# Mosca a New York
Mosca a New York (Moscow on the Hudson) è un film del 1984 diretto da Paul Mazursky.
È una commedia drammatica statunitense con Robin Williams, Maria Conchita Alonso e Cleavant Derricks. È incentrato sulle vicende di un musicista sovietico del Circo di Mosca che visita gli Stati Uniti.

## Trama
Vladimir Ivanoff è un cittadino russo che lavora come sassofonista in un circo di Mosca.
In un viaggio col circo a New York, decide di chiedere asilo politico e rimane a New York,con l'aiuto di un giovane, Lionel Witherspoon, di una ragazza messicana (nell'edizione originaria italiana, originaria dell'Abruzzo), Lucia Lombardo, e di un avvocato, Orlando Ramirez.
Grazie al loro aiuto, il giovane cambia vita e trova anche diversi lavori.
Grazie ai soldi guadagnati compra una nuova casa ed anche un nuovo sassofono, grazie al quale trova un lavoro in un locale notturno.
Intanto continua a scrivere lettere ai suoi genitori (il nonno morirà mentre lui è in America) e la giovane Lucia diventa la sua fidanzata, la quale gli promette un amore duraturo.
Nelle ultime scene Vladimir rivede Boris, l'agente del KGB che aveva cercato di impedirgli l'espatrio, anche lui a sua volta espatriato non potendo più rientrare in Russia dopo il fallimento dell'incarico. Boris ringrazia Vladimir per essere stato la causa della sua permanenza forzata negli Stati Uniti e gli offre un hot dog.
Nell'ultima scena Vladimir suona il sassofono in una strada della città; questa scena racchiude tutto il significato del film: New York è la città dove tutto è possibile.

## Produzione
Il film, diretto da Paul Mazursky su una sceneggiatura dello stesso Mazursky e di Leon Capetanos, fu prodotto da Paul Mazursky per la Bavaria Film, la Columbia Pictures Corporation e la Delphi Premier Productions e girato a New York City, Miami Beach, Helsinki, Monaco di Baviera e nei Bavaria Filmstudios a Geiselgasteig con un budget stimato in 13.000.000 di dollari. Williams imparò il russo in un corso accelerato per il film e imparò anche a suonare il sassofono.

## Distribuzione
Il film fu distribuito negli Stati Uniti dal 6 aprile 1984 al cinema dalla Columbia Pictures e per l'home video dalla Columbia Pictures Home Video con il titolo Moscow on the Hudson.
Alcune delle uscite internazionali sono state:
- in Svezia il 14 settembre 1984
- in Danimarca il 21 settembre 1984 (En russer i New York)
- in Australia l'11 ottobre 1984
- in Finlandia il 26 ottobre 1984 (En ryss i New York)
- in Germania Ovest il 2 novembre 1984 (Moskau in New York)
- in Uruguay il 18 novembre 1984
- in Francia il 21 novembre 1984 (Moscou à New York)
- nelle Filippine il 5 gennaio 1985
- in Portogallo il 10 maggio 1985 (Um Russo em Nova Iorque)
- in Cile (Moscú en Nueva York)
- in Perù (Moscú en Nueva York)
- in Uruguay (Moscú en Nueva York)
- in Norvegia (En russer i New York)
- in Grecia (Apo ti Mosha sto supermarket)
- in Brasile (Moscou em Nova York)
- in Polonia (Moskwa nad rzeka Hudson)
- in Ungheria (Moszkva a Hudson partján)
- in Italia (Mosca a New York)
- in Spagna (Un ruso en Nueva York)
- in Venezuela (Moscú en Nueva York)

## Promozione
La tagline è: "Vladimir Ivanoff walks into a department store to buy blue jeans, walks out with a girl friend, an immigration lawyer and a buddy. His life and theirs will never be the same again.".

## Critica
Secondo il Morandini il film è una "commedia moscia e slabbrata" e si rivela inoltre "una galleria di luoghi comuni, una catena di gag che non scattano, una serie di vignette dolciastre".
Secondo Leonard Maltin il film è una "originale commedia drammatica" ricca di "performance eccezionali e momenti intensi". L'interpretazione di Williams risulta "superba".

## Riconoscimenti
- 1985 - Golden Globe
  - Nomination Miglior attore in un film commedia o musicale a Robin Williams